# Hindi andamańskie
Hindi andamańskie (ang. Andaman Creole Hindi, ACH) – język kreolski na bazie hindi, którym posługują się mieszkańcy Andamanów. W 1994 r. odnotowano, że ma 10 tys. użytkowników.
Zawiera słownictwo z języków hindi, bengalskiego i malajalam.
Gramatyka zawiera elementy zarówno indoaryjskie, jak i drawidyjskie.
Język ten nie jest zapisywany. Wśród jego użytkowników istnieje zjawisko dyglosji. W użyciu jest też język hindi, który służy m.in. do kontaktów z osobami z zewnątrz. Hindi pełni funkcję języka literackiego.